# Giro del Lussemburgo 1982
Il Giro del Lussemburgo 1982, quarantaseiesima edizione della corsa, si svolse dal 9 al 13 giugno su un percorso di 731 km ripartiti in 4 tappe più un cronoprologo, con partenza a Lussemburgo e arrivo a Diekirch. Fu vinto dal francese Bernard Hinault della Renault-Elf davanti all'olandese Hennie Kuiper e al sovietico Igor Bokov.

## Tappe
| Tappa  | Data      | Percorso                                      | km  | Vincitore di tappa | Leader cl. generale |
| ------ | --------- | --------------------------------------------- | --- | ------------------ | ------------------- |
| Prol.  | 9 giugno  | Lussemburgo > Lussemburgo (cron. individuale) | 2,3 | Pascal Jules       | Pascal Jules        |
| 1ª     | 10 giugno | Lussemburgo > Lussemburgo                     | 183 | Igor Bokov         | Bernard Hinault     |
| 2ª     | 11 giugno | Dippach (Lussemburgo) > Esch-sur-Alzette      | 189 | Bernard Hinault    | Bernard Hinault     |
| 3ª     | 12 giugno | Esch-sur-Alzette > Echternach                 | 178 | Ladislav Ferebauer | Bernard Hinault     |
| 4ª     | 13 giugno | Vianden > Diekirch                            | 179 | Milan Jurco        | Bernard Hinault     |
| Totale | Totale    | Totale                                        | 731 |                    |                     |

## Dettagli delle tappe

### Prologo
- 9 giugno: Lussemburgo > Lussemburgo (cron. individuale) – 2,3 km

| Pos. | Corridore       | Squadra     | Tempo |
| ---- | --------------- | ----------- | ----- |
| 1    | Pascal Jules    | Renault-Elf | 2'16" |
| 2    | Raimund Dietzen | Puch        | a 1"  |
| 3    | Eugène Urbany   | Splendor    | a 2"  |

| Pos. | Corridore       | Squadra     | Tempo |
| ---- | --------------- | ----------- | ----- |
| 1    | Pascal Jules    | Renault-Elf | 2'16" |
| 2    | Raimund Dietzen | Puch        | a 1"  |
| 3    | Eugène Urbany   | Splendor    | a 2"  |

### 1ª tappa
- 10 giugno: Lussemburgo > Lussemburgo – 183 km

| Pos. | Corridore       | Squadra     | Tempo    |
| ---- | --------------- | ----------- | -------- |
| 1    | Igor Bokov      |             | 4h54'22" |
| 2    | Acácio da Silva | Royal       | s.t.     |
| 3    | Bernard Hinault | Renault-Elf | s.t.     |

| Pos. | Corridore       | Squadra     | Tempo    |
| ---- | --------------- | ----------- | -------- |
| 1    | Bernard Hinault | Renault-Elf | 4h56'32" |
| 2    | Igor Bokov      |             | a 11"    |
| 3    | Hennie Kuiper   | DAF Trucks  | a 14"    |

### 2ª tappa
- 11 giugno: Dippach (Lussemburgo) > Esch-sur-Alzette – 189 km

| Pos. | Corridore         | Squadra     | Tempo    |
| ---- | ----------------- | ----------- | -------- |
| 1    | Bernard Hinault   | Renault-Elf | 4h47'21" |
| 2    | Eddy Planckaert   | Splendor    | s.t.     |
| 3    | Benny Van Brabant | Splendor    | s.t.     |

| Pos. | Corridore       | Squadra     | Tempo    |
| ---- | --------------- | ----------- | -------- |
| 1    | Bernard Hinault | Renault-Elf | 9h43'52" |
| 2    | Igor Bokov      |             | a 17"    |
| 3    | Hennie Kuiper   | DAF Trucks  | a 21"    |

### 3ª tappa
- 12 giugno: Esch-sur-Alzette > Echternach – 178 km

| Pos. | Corridore          | Squadra    | Tempo    |
| ---- | ------------------ | ---------- | -------- |
| 1    | Ladislav Ferebauer |            | 4h47'29" |
| 2    | William Tackaert   | DAF Trucks | a 13"    |
| 3    | Claude Criquielion | Splendor   | a 34"    |

| Pos. | Corridore       | Squadra     | Tempo     |
| ---- | --------------- | ----------- | --------- |
| 1    | Bernard Hinault | Renault-Elf | 14h31'55" |
| 2    | Hennie Kuiper   | DAF Trucks  | a 31"     |
| 3    | Igor Bokov      |             | a 1'20"   |

### 4ª tappa
- 13 giugno: Vianden > Diekirch – 179 km

| Pos. | Corridore         | Squadra  | Tempo    |
| ---- | ----------------- | -------- | -------- |
| 1    | Milan Jurco       |          | 5h13'21" |
| 2    | Michal Klasa      |          | a 2'06"  |
| 3    | Benny Van Brabant | Splendor | s.t.     |

| Pos. | Corridore       | Squadra     | Tempo     |
| ---- | --------------- | ----------- | --------- |
| 1    | Bernard Hinault | Renault-Elf | 19h47'11" |
| 2    | Hennie Kuiper   | DAF Trucks  | a 31"     |
| 3    | Igor Bokov      |             | a 1'20"   |

## Classifiche finali

### Classifica generale
| Pos. | Corridore          | Squadra                 | Tempo     |
| ---- | ------------------ | ----------------------- | --------- |
| 1    | Bernard Hinault    | Renault-Elf             | 19h47'11" |
| 2    | Hennie Kuiper      | DAF Trucks-TeVe Blad    | a 31"     |
| 3    | Igor Bokov         |                         | a 1'20"   |
| 4    | Acácio da Silva    | Royal-Wrangler          | a 2'33"   |
| 5    | Ladislav Ferebauer |                         | a 5'08"   |
| 6    | William Tackaert   | DAF Trucks-TeVe Blad    | a 5'21"   |
| 7    | Raimund Dietzen    | Puch-Eorotex-Campagnolo | a 5'26"   |
| 8    | Claude Criquielion | Splendor-Wickes         | a 5'34"   |
| 9    | Lucien Didier      | Renault-Elf             | a 6'22"   |
| 10   | Eugène Urbany      | Splendor-Wickes         | a 6'23"   |